# Miguel Rangel
Miguel Rangel (Coimbra, 1541 - 16 augustus 1602) was een Portugees bisschop. Hij was de eerste bisschop van São Salvador da Congo, het tegenwoordige aartsbisdom Luanda.
Rangel werd in 1581 tot priester gewijd van de Franciscanen. Op 20 mei 1596 werd hij tot bisschop benoemd van het bisdom São Salvador da Congo in Angola. Consecrator was Fabio Biondi, patriarch van Jeruzalem. Hij bleef bisschop van São Salvador da Congo tot zijn dood op 16 augustus 1602 en werd opgevolgd door Antonio de Santo Estevão.